# Concacaf Nations League A 2023/2024
Concacaf Nations League A 2023/2024 var en fotbollslandslagsturnering som spelades mellan september och oktober 2023 med slutspelet i mars 2024. 
Till denna säsong har utformningen ändrats något, League A har utökats till sexton lag från tolv och ersatts av två grupper med sex lag vardera, där de tolv lägst rankade lagen i League A går in i gruppspelet och kommer spela totalt fyra matcher, två hemma och två borta. De fyra högst rankade lagen i Concacaf står över gruppspelet och går direkt till kvartsfinal, vinnarna av kvartsfinalerna kvalificerar sig för Conmebols Copa América 2024.

## Nationer
- Costa Rica
- Curaçao
- El Salvador
- Grenada
- Guatemala
- Haiti
- Honduras
- Jamaica
- Kanada
- Kuba
- Martinique
- Mexiko
- Panama
- Surinam
- USA
- Trinidad och Tobago

## Grupper

### Grupp A
| Nr | Lag                 | S | V | O | F | GM | IM | MS | P  |
| -- | ------------------- | - | - | - | - | -- | -- | -- | -- |
| 1  | Panama              | 4 | 3 | 1 | 0 | 9  | 2  | +7 | 10 |
| 2  | Trinidad och Tobago | 4 | 3 | 0 | 1 | 10 | 9  | +1 | 9  |
| 3  | Martinique          | 4 | 2 | 1 | 1 | 2  | 3  | −1 | 7  |
| 4  | Guatemala           | 4 | 1 | 1 | 2 | 5  | 7  | −2 | 4  |
| 5  | Curaçao             | 4 | 1 | 0 | 3 | 6  | 7  | −1 | 3  |
| 6  | El Salvador         | 4 | 0 | 1 | 3 | 2  | 6  | −4 | 1  |

| 2           | 7 september 2023 | Trinidad och Tobago | 1 – 0           | Curaçao | Hasely Crawford Stadium                                        |                                                                |
| 18:00 UTC−4 | 18:00 UTC−4      | Nathaniel James 87′ | (0 – 0) Rapport |         | Port of Spain Publik: 5 181 Domare: Daneon Parchment (Jamaica) | Port of Spain Publik: 5 181 Domare: Daneon Parchment (Jamaica) |
| 18:00 UTC−4 | 18:00 UTC−4      |                     |                 |         | Port of Spain Publik: 5 181 Domare: Daneon Parchment (Jamaica) | Port of Spain Publik: 5 181 Domare: Daneon Parchment (Jamaica) |
| 18:00 UTC−4 | 18:00 UTC−4      |                     |                 |         | Port of Spain Publik: 5 181 Domare: Daneon Parchment (Jamaica) | Port of Spain Publik: 5 181 Domare: Daneon Parchment (Jamaica) |

| 1           | 7 september 2023 | Panama                                                           | 3 – 0           | Martinique | Estadio Rommel Fernández                               |                                                        |
| 19:00 UTC−5 | 19:00 UTC−5      | José Fajardo 9′ Boris Moltenis 47′ (sjm.) Cecilio Waterman 90+3′ | (1 – 0) Rapport |            | Panama City Publik: 3 145 Domare: Marco Ortiz (Mexiko) | Panama City Publik: 3 145 Domare: Marco Ortiz (Mexiko) |
| 19:00 UTC−5 | 19:00 UTC−5      |                                                                  |                 |            | Panama City Publik: 3 145 Domare: Marco Ortiz (Mexiko) | Panama City Publik: 3 145 Domare: Marco Ortiz (Mexiko) |
| 19:00 UTC−5 | 19:00 UTC−5      |                                                                  |                 |            | Panama City Publik: 3 145 Domare: Marco Ortiz (Mexiko) | Panama City Publik: 3 145 Domare: Marco Ortiz (Mexiko) |

| 3           | 7 september 2023 | Guatemala                        | 2 – 0           | El Salvador | Estadio Doroteo Guamuch Flores                                |                                                               |
| 20:00 UTC−6 | 20:00 UTC−6      | Carlos Mejía 15′ Pedro Altán 78′ | (1 – 0) Rapport |             | Guatemala City Publik: 18 313 Domare: Selvin Brown (Honduras) | Guatemala City Publik: 18 313 Domare: Selvin Brown (Honduras) |
| 20:00 UTC−6 | 20:00 UTC−6      |                                  |                 |             | Guatemala City Publik: 18 313 Domare: Selvin Brown (Honduras) | Guatemala City Publik: 18 313 Domare: Selvin Brown (Honduras) |
| 20:00 UTC−6 | 20:00 UTC−6      |                                  |                 |             | Guatemala City Publik: 18 313 Domare: Selvin Brown (Honduras) | Guatemala City Publik: 18 313 Domare: Selvin Brown (Honduras) |

| 19          | 10 september 2023 | Martinique          | 1 – 0           | Curaçao | Stade Pierre-Aliker                                                   |                                                                       |
| 20:00 UTC−4 | 20:00 UTC−4       | Brighton Labeau 48′ | (0 – 0) Rapport |         | Fort-de-France Publik: 913 Domare: Juan Gabriel Calderón (Costa Rica) | Fort-de-France Publik: 913 Domare: Juan Gabriel Calderón (Costa Rica) |
| 20:00 UTC−4 | 20:00 UTC−4       |                     |                 |         | Fort-de-France Publik: 913 Domare: Juan Gabriel Calderón (Costa Rica) | Fort-de-France Publik: 913 Domare: Juan Gabriel Calderón (Costa Rica) |
| 20:00 UTC−4 | 20:00 UTC−4       |                     |                 |         | Fort-de-France Publik: 913 Domare: Juan Gabriel Calderón (Costa Rica) | Fort-de-France Publik: 913 Domare: Juan Gabriel Calderón (Costa Rica) |

| 18          | 10 september 2023 | Guatemala        | 1 – 1           | Panama               | Estadio Doroteo Guamuch Flores                                 |                                                                |
| 18:00 UTC−6 | 18:00 UTC−6       | Oscar Santis 71′ | (0 – 1) Rapport | 7′ (str.) Eric Davis | Guatemala City Publik: 18 313 Domare: Said Martínez (Honduras) | Guatemala City Publik: 18 313 Domare: Said Martínez (Honduras) |
| 18:00 UTC−6 | 18:00 UTC−6       |                  |                 |                      | Guatemala City Publik: 18 313 Domare: Said Martínez (Honduras) | Guatemala City Publik: 18 313 Domare: Said Martínez (Honduras) |
| 18:00 UTC−6 | 18:00 UTC−6       |                  |                 |                      | Guatemala City Publik: 18 313 Domare: Said Martínez (Honduras) | Guatemala City Publik: 18 313 Domare: Said Martínez (Honduras) |

| 20          | 10 september 2023 | El Salvador                      | 2 – 3           | Trinidad och Tobago                                       | Estadio Jorge "El Mágico" González                |                                                   |
| 20:00 UTC−6 | 20:00 UTC−6       | Eriq Zavaleta 17′ Brayan Gil 53′ | (1 – 1) Rapport | 22′ Ryan Telfer 51′ (str.) Malcolm Shaw 72′ Justin García | San Salvador Domare: Ricardo Montero (Costa Rica) | San Salvador Domare: Ricardo Montero (Costa Rica) |
| 20:00 UTC−6 | 20:00 UTC−6       |                                  |                 |                                                           | San Salvador Domare: Ricardo Montero (Costa Rica) | San Salvador Domare: Ricardo Montero (Costa Rica) |
| 20:00 UTC−6 | 20:00 UTC−6       |                                  |                 |                                                           | San Salvador Domare: Ricardo Montero (Costa Rica) | San Salvador Domare: Ricardo Montero (Costa Rica) |

| 42          | 13 oktober 2023 | Curaçao     | 1 – 2           | Panama                                    | Ergilio Hato Stadium |            |
| 17:00 UTC−4 | 17:00 UTC−4     | Janga 90+4′ | (0 – 1) Rapport | 29′ Yoel Bárcenas 77′ José Luis Rodríguez | Willemstad           | Willemstad |
| 17:00 UTC−4 | 17:00 UTC−4     |             |                 |                                           | Willemstad           | Willemstad |
| 17:00 UTC−4 | 17:00 UTC−4     |             |                 |                                           | Willemstad           | Willemstad |

| 43          | 13 oktober 2023 | Martinique        | 1 – 0           | El Salvador | Stade Pierre-Aliker                                            |                                                                |
| 19:00 UTC−4 | 19:00 UTC−4     | Johnny Marajo 23′ | (1 – 0) Rapport |             | Fort-de-France Publik: 877 Domare: César Arturo Ramos (Mexiko) | Fort-de-France Publik: 877 Domare: César Arturo Ramos (Mexiko) |
| 19:00 UTC−4 | 19:00 UTC−4     |                   |                 |             | Fort-de-France Publik: 877 Domare: César Arturo Ramos (Mexiko) | Fort-de-France Publik: 877 Domare: César Arturo Ramos (Mexiko) |
| 19:00 UTC−4 | 19:00 UTC−4     |                   |                 |             | Fort-de-France Publik: 877 Domare: César Arturo Ramos (Mexiko) | Fort-de-France Publik: 877 Domare: César Arturo Ramos (Mexiko) |

| 44          | 13 oktober 2023 | Trinidad och Tobago                                       | 3 – 2           | Guatemala                        | Hasely Crawford Stadium                         |                                                 |
| 21:00 UTC−4 | 21:00 UTC−4     | Alvin Jones 36′ (str.) Reon Moore 54′ Nathaniel James 89′ | (1 – 2) Rapport | 12′ Rubio Rubin 31′ Oscar Santis | Port of Spain Domare: Iván Barton (El Salvador) | Port of Spain Domare: Iván Barton (El Salvador) |
| 21:00 UTC−4 | 21:00 UTC−4     |                                                           |                 |                                  | Port of Spain Domare: Iván Barton (El Salvador) | Port of Spain Domare: Iván Barton (El Salvador) |
| 21:00 UTC−4 | 21:00 UTC−4     |                                                           |                 |                                  | Port of Spain Domare: Iván Barton (El Salvador) | Port of Spain Domare: Iván Barton (El Salvador) |

| 61          | 17 oktober 2023 | Panama                                                             | 3 – 0           | Guatemala | Estadio Rommel Fernández                                    |                                                             |
| 20:00 UTC−5 | 20:00 UTC−5     | Adalberto Carrasquilla 14′ Eric Davis 48′ (str.) Abdiel Ayarza 90′ | (1 – 0) Rapport |           | Panama City Publik: 13 536 Domare: Armando Villarreal (USA) | Panama City Publik: 13 536 Domare: Armando Villarreal (USA) |
| 20:00 UTC−5 | 20:00 UTC−5     |                                                                    |                 |           | Panama City Publik: 13 536 Domare: Armando Villarreal (USA) | Panama City Publik: 13 536 Domare: Armando Villarreal (USA) |
| 20:00 UTC−5 | 20:00 UTC−5     |                                                                    |                 |           | Panama City Publik: 13 536 Domare: Armando Villarreal (USA) | Panama City Publik: 13 536 Domare: Armando Villarreal (USA) |

| 62          | 17 oktober 2023 | El Salvador | 0 – 0   | Martinique | Estadio Jorge "El Mágico" González                       |                                                          |
| 19:00 UTC−6 | 19:00 UTC−6     |             | Rapport |            | San Salvador Publik: 5 605 Domare: Drew Fischer (Kanada) | San Salvador Publik: 5 605 Domare: Drew Fischer (Kanada) |
| 19:00 UTC−6 | 19:00 UTC−6     |             |         |            | San Salvador Publik: 5 605 Domare: Drew Fischer (Kanada) | San Salvador Publik: 5 605 Domare: Drew Fischer (Kanada) |
| 19:00 UTC−6 | 19:00 UTC−6     |             |         |            | San Salvador Publik: 5 605 Domare: Drew Fischer (Kanada) | San Salvador Publik: 5 605 Domare: Drew Fischer (Kanada) |

| 63          | 17 oktober 2023 | Curaçao                                                                                        | 5 – 3           | Trinidad och Tobago                                  | Ergilio Hato Stadium                                      |                                                           |
| 21:00 UTC−4 | 21:00 UTC−4     | Rangelo Janga 7′, 81′ Godfried Roemeratoe 12′ Kenji Gorré 56′ (str.) Juninho Bacuna 78′ (str.) | (2 – 0) Rapport | 68′ Reon Moore 74′ Kristian Lee-Him 86′ Kareem Moses | Willemstad Publik: 1 043 Domare: Said Martínez (Honduras) | Willemstad Publik: 1 043 Domare: Said Martínez (Honduras) |
| 21:00 UTC−4 | 21:00 UTC−4     |                                                                                                |                 |                                                      | Willemstad Publik: 1 043 Domare: Said Martínez (Honduras) | Willemstad Publik: 1 043 Domare: Said Martínez (Honduras) |
| 21:00 UTC−4 | 21:00 UTC−4     |                                                                                                |                 |                                                      | Willemstad Publik: 1 043 Domare: Said Martínez (Honduras) | Willemstad Publik: 1 043 Domare: Said Martínez (Honduras) |

### Grupp B
| Nr | Lag      | S | V | O | F | GM | IM | MS | P  |
| -- | -------- | - | - | - | - | -- | -- | -- | -- |
| 1  | Jamaica  | 4 | 3 | 1 | 0 | 10 | 5  | +5 | 10 |
| 2  | Honduras | 4 | 2 | 1 | 1 | 8  | 1  | +7 | 7  |
| 3  | Surinam  | 4 | 1 | 2 | 1 | 6  | 3  | +3 | 5  |
| 4  | Kuba     | 4 | 1 | 2 | 1 | 1  | 4  | −3 | 5  |
| 5  | Haiti    | 4 | 0 | 3 | 1 | 5  | 6  | −1 | 3  |
| 6  | Grenada  | 4 | 0 | 1 | 3 | 2  | 10 | −8 | 1  |

| 8           | 8 september 2023 | Haiti | 0 – 0   | Kuba | Félix Sánchez Olympic Stadium                                                                           | |
| 16:00 UTC−4 | 16:00 UTC−4      |       | Rapport |      | Santo Domingo (Dominikanska republiken) Publik: 550 Domare: Randy Encarnación (Dominikanska republiken) | Santo Domingo (Dominikanska republiken) Publik: 550 Domare: Randy Encarnación (Dominikanska republiken) |
| 16:00 UTC−4 | 16:00 UTC−4      |       |         |      | Santo Domingo (Dominikanska republiken) Publik: 550 Domare: Randy Encarnación (Dominikanska republiken) | Santo Domingo (Dominikanska republiken) Publik: 550 Domare: Randy Encarnación (Dominikanska republiken) |
| 16:00 UTC−4 | 16:00 UTC−4      |       |         |      | Santo Domingo (Dominikanska republiken) Publik: 550 Domare: Randy Encarnación (Dominikanska republiken) | Santo Domingo (Dominikanska republiken) Publik: 550 Domare: Randy Encarnación (Dominikanska republiken) |

| 9           | 8 september 2023 | Grenada           | 1 – 1           | Surinam               | Kirani James Athletic Stadium                                              |                                                                            |
| 19:00 UTC−4 | 19:00 UTC−4      | Saydrel Lewis 85′ | (0 – 0) Rapport | 87′ Mitchell te Vrede | Saint George's Publik: 2 994 Domare: Kwinsi Williams (Trinidad och Tobago) | Saint George's Publik: 2 994 Domare: Kwinsi Williams (Trinidad och Tobago) |
| 19:00 UTC−4 | 19:00 UTC−4      |                   |                 |                       | Saint George's Publik: 2 994 Domare: Kwinsi Williams (Trinidad och Tobago) | Saint George's Publik: 2 994 Domare: Kwinsi Williams (Trinidad och Tobago) |
| 19:00 UTC−4 | 19:00 UTC−4      |                   |                 |                       | Saint George's Publik: 2 994 Domare: Kwinsi Williams (Trinidad och Tobago) | Saint George's Publik: 2 994 Domare: Kwinsi Williams (Trinidad och Tobago) |

| 10          | 8 september 2023 | Jamaica          | 1 – 0           | Honduras | Independence Park                                       |                                                         |
| 20:00 UTC−5 | 20:00 UTC−5      | Demarai Gray 64′ | (0 – 0) Rapport |          | Kingston Publik: 3 800 Domare: Daniel Quintero (Mexiko) | Kingston Publik: 3 800 Domare: Daniel Quintero (Mexiko) |
| 20:00 UTC−5 | 20:00 UTC−5      |                  |                 |          | Kingston Publik: 3 800 Domare: Daniel Quintero (Mexiko) | Kingston Publik: 3 800 Domare: Daniel Quintero (Mexiko) |
| 20:00 UTC−5 | 20:00 UTC−5      |                  |                 |          | Kingston Publik: 3 800 Domare: Daniel Quintero (Mexiko) | Kingston Publik: 3 800 Domare: Daniel Quintero (Mexiko) |

| 28          | 12 september 2023 | Kuba             | 1 – 0           | Surinam | Estadio Antonio Maceo                                             |                                                                   |
| 16:00 UTC−4 | 16:00 UTC−4       | Willian Pozo 21′ | (1 – 0) Rapport |         | Santiago de Cuba Publik: 3 500 Domare: Fernando Guerrero (Mexiko) | Santiago de Cuba Publik: 3 500 Domare: Fernando Guerrero (Mexiko) |
| 16:00 UTC−4 | 16:00 UTC−4       |                  |                 |         | Santiago de Cuba Publik: 3 500 Domare: Fernando Guerrero (Mexiko) | Santiago de Cuba Publik: 3 500 Domare: Fernando Guerrero (Mexiko) |
| 16:00 UTC−4 | 16:00 UTC−4       |                  |                 |         | Santiago de Cuba Publik: 3 500 Domare: Fernando Guerrero (Mexiko) | Santiago de Cuba Publik: 3 500 Domare: Fernando Guerrero (Mexiko) |

| 27          | 12 september 2023 | Jamaica                                                | 2 – 2           | Haiti                         | Independence Park                            |                                              |
| 19:00 UTC−5 | 19:00 UTC−5       | Ricardo Adé 51′ (sjm.) Bobby Decordova-Reid 83′ (str.) | (0 – 2) Rapport | 12′, 15′ Louicius Don Deedson | Kingston Domare: César Arturo Ramos (Mexiko) | Kingston Domare: César Arturo Ramos (Mexiko) |
| 19:00 UTC−5 | 19:00 UTC−5       |                                                        |                 |                               | Kingston Domare: César Arturo Ramos (Mexiko) | Kingston Domare: César Arturo Ramos (Mexiko) |
| 19:00 UTC−5 | 19:00 UTC−5       |                                                        |                 |                               | Kingston Domare: César Arturo Ramos (Mexiko) | Kingston Domare: César Arturo Ramos (Mexiko) |

| 29          | 12 september 2023 | Honduras                                                            | 4 – 0           | Grenada | Estadio Nacional Chelato Uclés                |                                               |
| 20:00 UTC−6 | 20:00 UTC−6       | Edwin Rodríguez 45+2′, 65′ Anthony Lozano 51′ Luis Palma 60′ (str.) | (1 – 0) Rapport |         | Tegucigalpa Domare: Iván Barton (El Salvador) | Tegucigalpa Domare: Iván Barton (El Salvador) |
| 20:00 UTC−6 | 20:00 UTC−6       |                                                                     |                 |         | Tegucigalpa Domare: Iván Barton (El Salvador) | Tegucigalpa Domare: Iván Barton (El Salvador) |
| 20:00 UTC−6 | 20:00 UTC−6       |                                                                     |                 |         | Tegucigalpa Domare: Iván Barton (El Salvador) | Tegucigalpa Domare: Iván Barton (El Salvador) |

| 35          | 12 oktober 2023 | Surinam             | 1 – 1           | Haiti              | Dr. Ir. Franklin Essed Stadion                           |                                                          |
| 19:00 UTC−3 | 19:00 UTC−3     | Ridgeciano Haps 17′ | (1 – 0) Rapport | 51′ Mikaël Cantave | Paramaribo Publik: 2 553 Domare: Víctor Cáceres (Mexiko) | Paramaribo Publik: 2 553 Domare: Víctor Cáceres (Mexiko) |
| 19:00 UTC−3 | 19:00 UTC−3     |                     |                 |                    | Paramaribo Publik: 2 553 Domare: Víctor Cáceres (Mexiko) | Paramaribo Publik: 2 553 Domare: Víctor Cáceres (Mexiko) |
| 19:00 UTC−3 | 19:00 UTC−3     |                     |                 |                    | Paramaribo Publik: 2 553 Domare: Víctor Cáceres (Mexiko) | Paramaribo Publik: 2 553 Domare: Víctor Cáceres (Mexiko) |

| 37          | 12 oktober 2023 | Grenada             | 1 – 4           | Jamaica                                                                          | Kirani James Athletic Stadium                               |                                                             |
| 19:00 UTC−4 | 19:00 UTC−4     | Trevon Williams 30′ | (1 – 2) Rapport | 12′ Kevon Lambert 22′ Shamar Nicholson 74′ Demarai Gray 87′ Bobby Decordova-Reid | Saint George's Publik: 4 394 Domare: Joseph Dickerson (USA) | Saint George's Publik: 4 394 Domare: Joseph Dickerson (USA) |
| 19:00 UTC−4 | 19:00 UTC−4     |                     |                 |                                                                                  | Saint George's Publik: 4 394 Domare: Joseph Dickerson (USA) | Saint George's Publik: 4 394 Domare: Joseph Dickerson (USA) |
| 19:00 UTC−4 | 19:00 UTC−4     |                     |                 |                                                                                  | Saint George's Publik: 4 394 Domare: Joseph Dickerson (USA) | Saint George's Publik: 4 394 Domare: Joseph Dickerson (USA) |

| 36          | 12 oktober 2023 | Kuba | 0 – 0   | Honduras | Félix Sánchez Olympic Stadium                                                        |                                                                                      |
| 21:00 UTC−4 | 21:00 UTC−4     |      | Rapport |          | Santo Domingo (Dominikanska republiken) Domare: Walter López Castellanos (Guatemala) | Santo Domingo (Dominikanska republiken) Domare: Walter López Castellanos (Guatemala) |
| 21:00 UTC−4 | 21:00 UTC−4     |      |         |          | Santo Domingo (Dominikanska republiken) Domare: Walter López Castellanos (Guatemala) | Santo Domingo (Dominikanska republiken) Domare: Walter López Castellanos (Guatemala) |
| 21:00 UTC−4 | 21:00 UTC−4     |      |         |          | Santo Domingo (Dominikanska republiken) Domare: Walter López Castellanos (Guatemala) | Santo Domingo (Dominikanska republiken) Domare: Walter López Castellanos (Guatemala) |

| 52          | 15 oktober 2023 | Haiti                     | 2 – 3           | Jamaica                                               | Hasely Crawford Stadium                                               |                                                                       |
| 20:00 UTC−4 | 20:00 UTC−4     | Frantzdy Pierrot 15′, 87′ | (1 – 1) Rapport | 18′ Demarai Gray 57′ Shamar Nicholson 66′ Leon Bailey | Port of Spain (Trinidad och Tobago) Domare: Mario Escobar (Guatemala) | Port of Spain (Trinidad och Tobago) Domare: Mario Escobar (Guatemala) |
| 20:00 UTC−4 | 20:00 UTC−4     |                           |                 |                                                       | Port of Spain (Trinidad och Tobago) Domare: Mario Escobar (Guatemala) | Port of Spain (Trinidad och Tobago) Domare: Mario Escobar (Guatemala) |
| 20:00 UTC−4 | 20:00 UTC−4     |                           |                 |                                                       | Port of Spain (Trinidad och Tobago) Domare: Mario Escobar (Guatemala) | Port of Spain (Trinidad och Tobago) Domare: Mario Escobar (Guatemala) |

| 53          | 15 oktober 2023 | Honduras                                                                          | 4 – 0           | Kuba | Estadio Nacional Chelato Uclés                                 |                                                                |
| 18:00 UTC−6 | 18:00 UTC−6     | Denil Maldonado 9′ Anthony Lozano 13′ Romell Quioto 67′ (str.) Bryan Róchez 90+1′ | (2 – 0) Rapport |      | Tegucigalpa Publik: 10 899 Domare: Keylor Herrera (Costa Rica) | Tegucigalpa Publik: 10 899 Domare: Keylor Herrera (Costa Rica) |
| 18:00 UTC−6 | 18:00 UTC−6     |                                                                                   |                 |      | Tegucigalpa Publik: 10 899 Domare: Keylor Herrera (Costa Rica) | Tegucigalpa Publik: 10 899 Domare: Keylor Herrera (Costa Rica) |
| 18:00 UTC−6 | 18:00 UTC−6     |                                                                                   |                 |      | Tegucigalpa Publik: 10 899 Domare: Keylor Herrera (Costa Rica) | Tegucigalpa Publik: 10 899 Domare: Keylor Herrera (Costa Rica) |

| 54          | 15 oktober 2023 | Surinam                                                                                    | 4 – 0           | Grenada | Dr. Ir. Franklin Essed Stadion                              |                                                             |
| 21:00 UTC−3 | 21:00 UTC−3     | Djevencio van der Kust 12′ Gleofilo Vlijter 27′ Myenty Abena 35′ Jacob Bedeau 45+3′ (sjm.) | (4 – 0) Rapport |         | Paramaribo Publik: 1 285 Domare: Daneon Parchment (Jamaica) | Paramaribo Publik: 1 285 Domare: Daneon Parchment (Jamaica) |
| 21:00 UTC−3 | 21:00 UTC−3     |                                                                                            |                 |         | Paramaribo Publik: 1 285 Domare: Daneon Parchment (Jamaica) | Paramaribo Publik: 1 285 Domare: Daneon Parchment (Jamaica) |
| 21:00 UTC−3 | 21:00 UTC−3     |                                                                                            |                 |         | Paramaribo Publik: 1 285 Domare: Daneon Parchment (Jamaica) | Paramaribo Publik: 1 285 Domare: Daneon Parchment (Jamaica) |

## Slutspel

### Slutspelsträd
|  | Kvartsfinaler       | Kvartsfinaler | Kvartsfinaler | Kvartsfinaler |            |            | Semifinaler | Semifinaler | Semifinaler | Semifinaler |   |   | Final | Final | Final | Final |
|  |                     |               |               |               |            |            |             |             |             |             |   |   |       |       |       |       |
|  |                     |               |               |               |            |            |             |             |             |             |   |   |       |       |       |       |
|  |                     |               |               |               |            |            |             |             |             |             |   |   |       |       |       |       |
|  | Costa Rica          | 0             | 1             | 1             |            |            |             |             |             |             |   |   |       |       |       |       |
|  | Costa Rica          | 0             | 1             | 1             |            |            |             |             |             |             |   |   |       |       |       |       |
|  | Panama              | 3             | 3             | 6             |            |            |             |             |             |             |   |   |       |       |       |       |
|  | Panama              | 3             | 3             | 6             | Panama     | Panama     | Panama      | 0           |             |             |   |   |       |       |       |       |
|  |                     |               |               |               | Panama     | Panama     | Panama      | 0           |             |             |   |   |       |       |       |       |
|  |                     | Mexiko        | Mexiko        | Mexiko        | 3          |            |             |             |             |             |   |   |       |       |       |       |
|  | Honduras            | Mexiko        | Mexiko        | Mexiko        | 3          | 2          | 0           | 2 (2)       |             |             |   |   |       |       |       |       |
|  | Honduras            |               |               |               |            | 2          | 0           | 2 (2)       |             |             |   |   |       |       |       |       |
|  | Mexiko (str.)       | 0             | 2             | 2 (4)         |            |            |             |             |             |             |   |   |       |       |       |       |
|  | Mexiko (str.)       | 0             | 2             | 2 (4)         | Mexiko     | Mexiko     | Mexiko      | 0           |             |             |   |   |       |       |       |       |
|  |                     |               |               |               | Mexiko     | Mexiko     | Mexiko      | 0           |             |             |   |   |       |       |       |       |
|  |                     | USA           | USA           | USA           | 2          |            |             |             |             |             |   |   |       |       |       |       |
|  | USA                 | USA           | USA           | USA           | 2          | 3          | 1           | 4           |             |             |   |   |       |       |       |       |
|  | USA                 |               |               |               |            | 3          | 1           | 4           |             |             |   |   |       |       |       |       |
|  | Trinidad och Tobago | 0             | 2             | 2             |            |            |             |             |             |             |   |   |       |       |       |       |
|  | Trinidad och Tobago | 0             | 2             | 2             | USA (e.f.) | USA (e.f.) | USA (e.f.)  | 3           |             |             |   |   |       |       |       |       |
|  |                     |               |               |               | USA (e.f.) | USA (e.f.) | USA (e.f.)  | 3           |             |             |   |   |       |       |       |       |
|  |                     | Jamaica       | Jamaica       | Jamaica       | 1          |            | Bronsmatch  | Bronsmatch  | Bronsmatch  | Bronsmatch  |   |   |       |       |       |       |
|  | Jamaica (BM)        | Jamaica       | Jamaica       | Jamaica       | 1          | 1          | Bronsmatch  | Bronsmatch  | Bronsmatch  | Bronsmatch  | 3 | 4 |       |       |       |       |
|  | Jamaica (BM)        |               |               |               |            | 1          |             |             |             |             | 3 | 4 |       |       |       |       |
|  | Kanada              | 2             | 2             | 4             |            |            |             |             |             |             |   |   |       |       |       |       |
|  | Kanada              | 2             | 2             | 4             | Panama     | Panama     | Panama      | 0           |             |             |   |   |       |       |       |       |
|  |                     |               |               |               |            |            |             |             |             |             |   |   |       |       |       |       |
|  | Jamaica             | Jamaica       | Jamaica       | 1             |            |            |             |             |             |             |   |   |       |       |       |       |
|  | Jamaica             | Jamaica       | Jamaica       | 1             |            |            |             |             |             |             |   |   |       |       |       |       |

### Kvartsfinaler
| Kvartsfinaler – 8 deltagande landslag | Kvartsfinaler – 8 deltagande landslag | Kvartsfinaler – 8 deltagande landslag | Kvartsfinaler – 8 deltagande landslag | Kvartsfinaler – 8 deltagande landslag |
| ------------------------------------- | ------------------------------------- | ------------------------------------- | ------------------------------------- | ------------------------------------- |
| Lag 1                                 | Totalt                                | Lag 2                                 | Möte 1                                | Möte 2                                |
| Costa Rica                            | 1–6                                   | Panama                                | 0–3                                   | 1–4                                   |
| Jamaica                               | 00004–4 (BM)                          | Kanada                                | 1–2                                   | 3–2                                   |
| USA                                   | 4–2                                   | Trinidad och Tobago                   | 3–0                                   | 2–1                                   |
| Honduras                              | 2–2 (2–4 str.)                        | Mexiko                                | 2–0                                   | 0–2 (e.f.)                            |

#### Costa Rica mot Panama
| 69          | 16 november 2023 | Costa Rica | 0 – 3           | Panama                                                        | Estadio Ricardo Saprissa Aymá                             |                                                           |
| 21:00 UTC−6 | 21:00 UTC−6      |            | (0 – 2) Rapport | 4′ Michael Amir Murillo 29′ José Fajardo 60′ Cecilio Waterman | San José Publik: 17 787 Domare: Mario Escobar (Guatemala) | San José Publik: 17 787 Domare: Mario Escobar (Guatemala) |
| 21:00 UTC−6 | 21:00 UTC−6      |            |                 |                                                               | San José Publik: 17 787 Domare: Mario Escobar (Guatemala) | San José Publik: 17 787 Domare: Mario Escobar (Guatemala) |
| 21:00 UTC−6 | 21:00 UTC−6      |            |                 |                                                               | San José Publik: 17 787 Domare: Mario Escobar (Guatemala) | San José Publik: 17 787 Domare: Mario Escobar (Guatemala) |

| 86          | 20 november 2023 | Panama                                                            | 3 – 1           | Costa Rica          | Estadio Rommel Fernández                                    |                                                             |
| 21:00 UTC−5 | 21:00 UTC−5      | José Fajardo 21′ José Luis Rodríguez 24′ Yoel Bárcenas 43′ (str.) | (3 – 0) Rapport | 52′ Francisco Calvo | Panama City Publik: 15 288 Domare: Said Martínez (Honduras) | Panama City Publik: 15 288 Domare: Said Martínez (Honduras) |
| 21:00 UTC−5 | 21:00 UTC−5      |                                                                   |                 |                     | Panama City Publik: 15 288 Domare: Said Martínez (Honduras) | Panama City Publik: 15 288 Domare: Said Martínez (Honduras) |
| 21:00 UTC−5 | 21:00 UTC−5      |                                                                   |                 |                     | Panama City Publik: 15 288 Domare: Said Martínez (Honduras) | Panama City Publik: 15 288 Domare: Said Martínez (Honduras) |

Panama avancerade till semifinal och kvalificerade sig för Copa América 2024 med det ackumulerade slutresultatet 6–1. Costa Rica avancerade till playoff.

#### USA mot Trinidad och Tobago
| 70          | 16 november 2023 | USA                                                      | 3 – 0           | Trinidad och Tobago | Q2 Stadium                                            |                                                       |
| 20:00 UTC−6 | 20:00 UTC−6      | Ricardo Pepi 82′ Antonee Robinson 86′ Giovanni Reyna 89′ | (0 – 0) Rapport |                     | Austin Publik: 19 850 Domare: Oshane Nation (Jamaica) | Austin Publik: 19 850 Domare: Oshane Nation (Jamaica) |
| 20:00 UTC−6 | 20:00 UTC−6      |                                                          |                 |                     | Austin Publik: 19 850 Domare: Oshane Nation (Jamaica) | Austin Publik: 19 850 Domare: Oshane Nation (Jamaica) |
| 20:00 UTC−6 | 20:00 UTC−6      |                                                          |                 |                     | Austin Publik: 19 850 Domare: Oshane Nation (Jamaica) | Austin Publik: 19 850 Domare: Oshane Nation (Jamaica) |

| 87          | 20 november 2023 | Trinidad och Tobago            | 2 – 1           | USA                  | Hasely Crawford Stadium                                                  |                                                                          |
| 20:00 UTC−4 | 20:00 UTC−4      | Reon Moore 43′ Alvin Jones 57′ | (1 – 1) Rapport | 25′ Antonee Robinson | Port of Spain Publik: 9 438 Domare: Walter López Castellanos (Guatemala) | Port of Spain Publik: 9 438 Domare: Walter López Castellanos (Guatemala) |
| 20:00 UTC−4 | 20:00 UTC−4      |                                |                 |                      | Port of Spain Publik: 9 438 Domare: Walter López Castellanos (Guatemala) | Port of Spain Publik: 9 438 Domare: Walter López Castellanos (Guatemala) |
| 20:00 UTC−4 | 20:00 UTC−4      |                                |                 |                      | Port of Spain Publik: 9 438 Domare: Walter López Castellanos (Guatemala) | Port of Spain Publik: 9 438 Domare: Walter López Castellanos (Guatemala) |

USA avancerade till semifinal och kvalificerade sig för Copa América 2024 med det ackumulerade slutresultatet 4–2. Trinidad och Tobago avancerade till playoff.

#### Jamaica mot Kanada
| 75          | 18 november 2023 | Jamaica              | 1 – 2           | Kanada                                     | Independence Park                 |                                   |
| 10:30 UTC−5 | 10:30 UTC−5      | Shamar Nicholson 56′ | (1 – 0) Rapport | 45+1′ Jonathan David 86′ Stephen Eustáquio | Kingston Domare: Tori Penso (USA) | Kingston Domare: Tori Penso (USA) |
| 10:30 UTC−5 | 10:30 UTC−5      |                      |                 |                                            | Kingston Domare: Tori Penso (USA) | Kingston Domare: Tori Penso (USA) |
| 10:30 UTC−5 | 10:30 UTC−5      |                      |                 |                                            | Kingston Domare: Tori Penso (USA) | Kingston Domare: Tori Penso (USA) |

| 92          | 21 november 2023 | Kanada                              | 2 – 3           | Jamaica                                                   | BMO Field                                   |                                             |
| 19:30 UTC−5 | 19:30 UTC−5      | Alphonso Davies 25′ Ismaël Koné 69′ | (1 – 0) Rapport | 63′, 66′ Shamar Nicholson 78′ (str.) Bobby Decordova-Reid | Toronto Domare: César Arturo Ramos (Mexiko) | Toronto Domare: César Arturo Ramos (Mexiko) |
| 19:30 UTC−5 | 19:30 UTC−5      |                                     |                 |                                                           | Toronto Domare: César Arturo Ramos (Mexiko) | Toronto Domare: César Arturo Ramos (Mexiko) |
| 19:30 UTC−5 | 19:30 UTC−5      |                                     |                 |                                                           | Toronto Domare: César Arturo Ramos (Mexiko) | Toronto Domare: César Arturo Ramos (Mexiko) |

Ackumulerat slutresultat 4–4. Jamaica avancerade till semifinal och kvalificerade sig för Copa América 2024 enligt bortamålsregeln. Kanada avancerade till playoff.

#### Honduras mot Mexiko
| 76          | 17 november 2023 | Honduras                            | 2 – 0           | Mexiko | Estadio Nacional Chelato Uclés                                        |                                                                       |
| 20:00 UTC−6 | 20:00 UTC−6      | Anthony Lozano 30′ Bryan Róchez 72′ | (1 – 0) Rapport |        | Tegucigalpa Publik: 22 444 Domare: Juan Gabriel Calderón (Costa Rica) | Tegucigalpa Publik: 22 444 Domare: Juan Gabriel Calderón (Costa Rica) |
| 20:00 UTC−6 | 20:00 UTC−6      |                                     |                 |        | Tegucigalpa Publik: 22 444 Domare: Juan Gabriel Calderón (Costa Rica) | Tegucigalpa Publik: 22 444 Domare: Juan Gabriel Calderón (Costa Rica) |
| 20:00 UTC−6 | 20:00 UTC−6      |                                     |                 |        | Tegucigalpa Publik: 22 444 Domare: Juan Gabriel Calderón (Costa Rica) | Tegucigalpa Publik: 22 444 Domare: Juan Gabriel Calderón (Costa Rica) |

| 93          | 21 november 2023 | Mexiko                                                     | 0000 2 – 0 (e.fl.)         | Honduras                                          | Aztekastadion                                 |                                               |
| 20:30 UTC−6 | 20:30 UTC−6      | Luis Chávez 43′ Edson Álvarez 90+11′                       | (1 – 0) Rapport            |                                                   | Mexico City Domare: Iván Barton (El Salvador) | Mexico City Domare: Iván Barton (El Salvador) |
| 20:30 UTC−6 | 20:30 UTC−6      |                                                            |                            |                                                   | Mexico City Domare: Iván Barton (El Salvador) | Mexico City Domare: Iván Barton (El Salvador) |
| 20:30 UTC−6 | 20:30 UTC−6      | Santiago Giménez Johan Vásquez Orbelín Pineda César Huerta | Straffsparksläggning 4 – 2 | Bryan Róchez Bryan Acosta Alberth Elis Andy Najar | Mexico City Domare: Iván Barton (El Salvador) | Mexico City Domare: Iván Barton (El Salvador) |

Ackumulerat slutresultat 2–2. Mexiko avancerade till semifinal och kvalificerade sig för Copa América 2024 efter straffsparksläggning. Honduras avancerade till playoff.

### Semifinaler
| Semifinaler– 4 deltagande landslag | Semifinaler– 4 deltagande landslag | Semifinaler– 4 deltagande landslag |
| ---------------------------------- | ---------------------------------- | ---------------------------------- |
| Lag 1                              | Resultat                           | Lag 2                              |
| USA                                | 00003–1 (e.f.)                     | Jamaica                            |
| Panama                             | 0–3                                | Mexiko                             |

#### Matcher
|             | 21 mars 2024 | USA                                           | 0000 3 – 1 (e.fl.) | Jamaica       | AT&T Stadium                                             |                                                          |
| 18:00 UTC−5 | 18:00 UTC−5  | Cory Burke 90+6′ (sjm.) Haji Wright 96′, 109′ | (0 – 1) Rapport    | 1′ Greg Leigh | Arlington Publik: 40 926 Domare: Selvin Brown (Honduras) | Arlington Publik: 40 926 Domare: Selvin Brown (Honduras) |
| 18:00 UTC−5 | 18:00 UTC−5  |                                               |                    |               | Arlington Publik: 40 926 Domare: Selvin Brown (Honduras) | Arlington Publik: 40 926 Domare: Selvin Brown (Honduras) |
| 18:00 UTC−5 | 18:00 UTC−5  |                                               |                    |               | Arlington Publik: 40 926 Domare: Selvin Brown (Honduras) | Arlington Publik: 40 926 Domare: Selvin Brown (Honduras) |

|             | 21 mars 2024 | Panama | 0 – 3           | Mexiko                                                   | AT&T Stadium                                                          |                                                                       |
| 21:15 UTC−5 | 21:15 UTC−5  |        | (0 – 2) Rapport | 40′ Edson Álvarez 43′ Julián Quiñones 67′ Orbelín Pineda | Arlington Publik: 40 926 Domare: Walter López Castellanos (Guatemala) | Arlington Publik: 40 926 Domare: Walter López Castellanos (Guatemala) |
| 21:15 UTC−5 | 21:15 UTC−5  |        |                 |                                                          | Arlington Publik: 40 926 Domare: Walter López Castellanos (Guatemala) | Arlington Publik: 40 926 Domare: Walter López Castellanos (Guatemala) |
| 21:15 UTC−5 | 21:15 UTC−5  |        |                 |                                                          | Arlington Publik: 40 926 Domare: Walter López Castellanos (Guatemala) | Arlington Publik: 40 926 Domare: Walter López Castellanos (Guatemala) |

### Bronsmatch
|             | 24 mars 2024 | Panama | 0 – 1           | Jamaica              | AT&T Stadium                       |                                    |
| 17:00 UTC−5 | 17:00 UTC−5  |        | (0 – 1) Rapport | 42′ Dexter Lembikisa | Arlington Domare: Tori Penso (USA) | Arlington Domare: Tori Penso (USA) |
| 17:00 UTC−5 | 17:00 UTC−5  |        |                 |                      | Arlington Domare: Tori Penso (USA) | Arlington Domare: Tori Penso (USA) |
| 17:00 UTC−5 | 17:00 UTC−5  |        |                 |                      | Arlington Domare: Tori Penso (USA) | Arlington Domare: Tori Penso (USA) |

### Final
|             | 24 mars 2024 | Mexiko | 0 – 2           | USA                                | AT&T Stadium                            |                                         |
| 20:15 UTC−5 | 20:15 UTC−5  |        | (0 – 1) Rapport | 45′ Tyler Adams 63′ Giovanni Reyna | Arlington Domare: Drew Fischer (Kanada) | Arlington Domare: Drew Fischer (Kanada) |
| 20:15 UTC−5 | 20:15 UTC−5  |        |                 |                                    | Arlington Domare: Drew Fischer (Kanada) | Arlington Domare: Drew Fischer (Kanada) |
| 20:15 UTC−5 | 20:15 UTC−5  |        |                 |                                    | Arlington Domare: Drew Fischer (Kanada) | Arlington Domare: Drew Fischer (Kanada) |

## Playoff till Copa América 2024
|             | 23 mars 2024 | Kanada                                 | 2 – 0           | Trinidad och Tobago | Toyota Stadium                            |                                           |
| 15:00 UTC−5 | 15:00 UTC−5  | Cyle Larin 61′ Jacob Shaffelburg 90+1′ | (0 – 0) Rapport |                     | Frisco (USA) Domare: Marco Ortíz (Mexiko) | Frisco (USA) Domare: Marco Ortíz (Mexiko) |
| 15:00 UTC−5 | 15:00 UTC−5  |                                        |                 |                     | Frisco (USA) Domare: Marco Ortíz (Mexiko) | Frisco (USA) Domare: Marco Ortíz (Mexiko) |
| 15:00 UTC−5 | 15:00 UTC−5  |                                        |                 |                     | Frisco (USA) Domare: Marco Ortíz (Mexiko) | Frisco (USA) Domare: Marco Ortíz (Mexiko) |

|             | 23 mars 2024 | Costa Rica                                                | 3 – 1           | Honduras              | Toyota Stadium                           |                                          |
| 18:15 UTC−5 | 18:15 UTC−5  | Orlando Galo 12′ Warren Madrigal 56′ Jefferson Brenes 62′ | (1 – 1) Rapport | 10′ Michaell Chirinos | Frisco (USA) Domare: Ismail Elfath (USA) | Frisco (USA) Domare: Ismail Elfath (USA) |
| 18:15 UTC−5 | 18:15 UTC−5  |                                                           |                 |                       | Frisco (USA) Domare: Ismail Elfath (USA) | Frisco (USA) Domare: Ismail Elfath (USA) |
| 18:15 UTC−5 | 18:15 UTC−5  |                                                           |                 |                       | Frisco (USA) Domare: Ismail Elfath (USA) | Frisco (USA) Domare: Ismail Elfath (USA) |

## Statistik

### Skytteligan
5 mål
- Shamar Nicholson

3 mål
| - Rangelo Janga - Anthony Lozano - Bobby Decordova-Reid | - Demarai Gray - José Fajardo - Reon Moore |

2 mål
| - Oscar Santis - Louicius Don Deedson - Frantzdy Pierrot - Bryan Róchez - Edwin Rodríguez - Edson Álvarez - Yoel Bárcenas - Eric Davis | - José Luis Rodríguez - Cecilio Waterman - Nathaniel James - Alvin Jones - Giovanni Reyna - Antonee Robinson - Haji Wright |

1 mål
| - Francisco Calvo - Juninho Bacuna - Kenji Gorré - Godfried Roemeratoe - Brayan Gil - Eriq Zavaleta - Saydrel Lewis - Trevon Williams - Pedro Altán - Carlos Mejía - Rubio Rubin - Mikaël Cantave - Denil Maldonado - Luis Palma - Romell Quioto - Leon Bailey - Greg Leigh - Dexter Lembikisa - Romario Williams - Jonathan David - Alphonso Davies - Stephen Eustáquio | - Ismaël Koné - Willian Pozo - Brighton Labeau - Johnny Marajo - Luis Chávez - Orbelín Pineda - Julián Quiñones - Abdiel Ayarza - Adalberto Carrasquilla - Michael Murillo - Myenty Abena - Ridgeciano Haps - Mitchell te Vrede - Djevencio van der Kust - Gleofilo Vlijter - Justin Garcia - Kristian Lee-Him - Kareem Moses - Malcolm Shaw - Ryan Telfer - Tyler Adams - Ricardo Pepi |

Självmål
| - Jacob Bedeau (mot Surinam) - Ricardo Adé (mot Jamaica) | - Cory Burke (mot USA) - Boris Moltenis (mot Panama) |

## Anmärkningslista
1. ↑  Matchen mellan Martinique och Curaçao, var ursprungligen planerad att sparkas igång klockan 16:00 UTC−4,[5] men sköts upp till 20:00 UTC−4 på grund av logistikproblem.[6]